# Liste der US-amerikanischen Meister im Halbschwergewicht (Boxen)
Diese Liste bietet eine Übersicht über alle US-amerikanischen Meister im Halbschwergewicht:
- 1913: Joe Brown
- 1914: W. Hanna, Toronto
- 1915: Edward Carr
- 1916: Patrick McCarthy
- 1917: Ted Jamieson
- 1918: John McMinimen
- 1919: Al Roche
- 1920: J. Burke
- 1921: Mangu Larsen
- 1922: Charles McKenna
- 1923: Henry Fay
- 1924: Tom Kirby
- 1925: Henry Lamar
- 1926: Henry Lamar
- 1927: George Hoffman
- 1928: Leon Lucas
- 1929: Martin Levandowski
- 1930: Frank Tucker
- 1931: Tony Poloni
- 1932: Homer Brandeis
- 1933: Max Marke
- 1934: Joe Louis
- 1935: Joseph Bauer
- 1936: John Lasinski
- 1937: Tim Hill
- 1938: William Muldune
- 1939: Jimmy Reeves
- 1940: Vic Hutton
- 1941: Shelton Bell
- 1942: Bob Foxworth
- 1943: Bob Foxworth
- 1944: Ray Stadifer
- 1945: Richard Nutt
- 1946: Bob Foxworth
- 1947: Grant Butcher
- 1948: Grant Butcher
- 1949: Delopez Oliver
- 1950: Eldridge Thompson
- 1951: John Boutillier
- 1952: Eldridge Thompson
- 1953: Frank Perry
- 1954: Warnell Lester
- 1955: John Horne
- 1956: John Horne
- 1957: Ignaz Lindy Lindmoser
- 1958: Sylvester Banks
- 1959: Cassius Clay
- 1960: Cassius Clay
- 1961: Bob Christopherson
- 1962: Billy Joiner
- 1963: Fred Lewis
- 1964: Bob Christopherson
- 1965: Roger Russell
- 1966: John Griffin
- 1967: John Griffin
- 1968: Len Hutchins
- 1969: Dave Matthews
- 1970: Nathaniel Jackson
- 1971: Marvin Johnson
- 1972: Hernando Molyneauz
- 1973: D.C. Barker
- 1974: Leon Spinks
- 1975: Leon Spinks
- 1976: Leon Spinks
- 1977: Larry Strogen
- 1978: Elmer Martin
- 1979: Tony Tucker
- 1980: Jeff Lampkin
- 1981: Alex DeLucia
- 1982: Bennie Heard
- 1983: Ricky Womack
- 1984: Loren Ross
- 1985: Loren Ross
- 1986: Loren Ross
- 1987: Andrew Maynard
- 1988: Andrew Maynard
- 1989: Jeremy Williams
- 1990: Jeremy Williams
- 1991: Terry McGroom
- 1992: Montell Griffin
- 1993: Antonio Tarver
- 1994: Benjamin McDowell
- 1995: Antonio Tarver
- 1996: Anthony Stewart
- 1997: Anthony Stewart
- 1998: Olanda Anderson
- 1999: Michael Simms Jr.
- 2000: Olanda Anderson
- 2001: DeAndrey Abron
- 2002: Curtis Stevens
- 2003: Andre Ward
- 2004: Marcus Johnson
- 2005: Will Rosinsky
- 2006: Christopher Downs
- 2007: Christopher Downs
- 2008: Dorian Anthony
- 2009: Robert Brant
- 2010: Jeffery Spencer
- 2011: Jesse Hart
- 2012: Marcus Brown
- 2013: Steven Nelson
- 2014: Malcolm McAllister
- 2015: Joseph George
- 2016: Cymone Kearney